# Nototriton limnospectator
Espèce
Statut de conservation UICN

 EN B1ab(iii) : En danger
Nototriton limnospectator est une espèce d'urodèles de la famille des Plethodontidae.

## Répartition
Cette espèce est endémique du Honduras. Elle se rencontre entre 1 640 et 1 980 m d'altitude dans les départements de Santa Bárbara et de Cortés.

## Publication originale
- McCranie, Wilson & Polisar, 1998 : Another new montane salamander (Amphibia: Caudata: Plethodontidae) from Parque Nacional Santa Barbara, Honduras. Herpetologica, vol. 54, no 4, p. 455-461.